# OTUD7B
OTUD7B‏ (OTU deubiquitinase 7B) هوَ بروتين يُشَفر بواسطة جين OTUD7B في الإنسان.